# Matías de los Santos (calciatore 1998)
Marcos Matías de los Santos Morales (Artigas, 28 settembre 1998) è un calciatore uruguaiano, centrocampista del La Luz.

## Caratteristiche tecniche
È un mediano.

## Carriera
Cresciuto nel settore giovanile del Peñarol, ha esordito in prima squadra il 7 giugno 2018 disputando l'incontro di campionato vinto 3-1 contro il Defensor Sporting.